# Marzieh Rasouli
Marzieh Rasouli (...) è una giornalista iraniana, nota per i suoi articoli in ambito culturale e artistico, arrestata dal governo iraniano.

## Biografia
Marzieh viene arrestata il 17 gennaio 2012 con l'accusa di lavorare per la BBC e di diffondere propaganda e disturbo dell'ordine pubblico. Era stata inizialmente scarcerata su cauzione, dopo che la famiglia aveva versato il 27 febbraio $110mila, per poi tornare in carcere.
Condannata a due anni di prigione e 50 frustate, prima del suo arresto pubblicava sul quotidiano Shargh (uno dei giornali riformisti più popolari nel paese fino alla sua censura), oltre che su Etemad e Roozegar.
La giornalista ha dichiarato “Devo andare in prigione domani”, spiegando che si tratta di una sentenza confermata dal giudice d’appello.
A chiederne la scarcerazione è anche il filosofo statunitense Noam Chomsky. Detenuta nel blocco 2A della prigione di Evin, è stata torturata e costretta a confessare in televisione.